# Vrank Post
Vrank Post (Delft, 18 januari 1965) is een Nederlands schrijver van jeugdboeken. 

## Levensloop
Vrank Post was jarenlang werkzaam in de gesloten jeugdzorg. Zijn ervaringen heeft hij verwerkt in jeugdboeken, die zich kenmerken door de rauwe stijl waarmee realistische gebeurtenissen worden beschreven. Zijn boek Bad Boys for life! werd in 2010 heruitgegeven door Noordhoff in de schoolboekenserie Jonge Lijsters. Het boek staat op de titellijst van Lezen voor de Lijst (12-15 jaar, niveau 2).

## Nominaties
- 2012 Genomineerd voor de Rabobank Cultuurprijs in de categorie Letteren.[2]
- 2011 Kapot kerntitel voor Prijs van de Jonge Jury.
- 2010 Bad boys for life! genomineerd voor Prijs van de Jonge Jury.